# Michael Spilotro
Michael Peter "Micky" Spilotro (12 septembrie 1944 - 14 iunie 1986) a fost fratele lui Anthony "Tony the Ant" Spilotro și asociat al familiei mafiote din Chicago, mai cunoscută sub numele de "The Outfit".
Pe 14 iunie 1986 a fost ucis împreună cu fratele său, în mare parte din cauza problemelor pe care le avea Anthony cu organizația.